# Тоде Николетић
Тоде Николетић (Убовића Брдо, 6. април 1959) српски је писац и популарни стваралац за најмлађе. Живи у Црвенки и објавио је двадесетак књига за децу (поезија и позоришни комади).
Малишанима су посебно омиљене његове шаљиве песме, па их радо изводе на смотрама рецитатора. Такође, инспирисао је многе композиторе за најмлађе, тако да се на музичким фестивалима певају и Николетићеви стихови. Подједнако је успешан и у писању драма. Готово да у земљи нема позоришта за децу које није изводило комад из његовог стваралачког опуса. Поред песама и драма, он је препознатљив по сценском наступу. Одушевљава најмлађе при сусрету с њима. Организатор је књижевних фестивала, и поетских конкурса за младе, на којима се труди да афирмише талентоване малишане.
Добитник је бројних награда.

## Одабрана дела
- Тајна светог копља : роман у 25 прича, 2018.[2]
- Свитац из ђачке клупе, 2016.[3]
- Божићна читанка, 2013.[4]
- Растем да волим : поезија за дјецу : (избор), 2008.[5]
- Сунце на длану, 2000.[5]